# Liebe, Lüge, Leidenschaft
Liebe, Lüge, Leidenschaft (Originaltitel: One Life to Live) ist eine US-amerikanische Seifenoper, die in den USA am 15. Juli 1968 Premiere feierte. Die letzte Episode der Serie lief am 13. Januar 2012 beim US-Sender ABC. Zwischen 1968 und 2011 entstanden über 11.000 Episoden. Sie zählt damit zu den weltweit am längsten ausgestrahlten Fernsehserien. Das Konzept zur Serie stammte von Agnes Nixon, die auch für die Daily-Soap All My Children (ebenfalls bei ABC) verantwortlich war.

## Geschichte
Liebe, Lüge, Leidenschaft spielt in der fiktiven Stadt Llanview in Pennsylvania, einem Vorort von Philadelphia, die dem Stadtteil Chestnut Hill nachempfunden ist. Original lag die Handlung auf der reichen Lord-Familie und den Mittelklasse-Familien Riley und Wolek. Die Serie wurde oft als „die wohl eigenartigste Soap Opera in den USA“ bezeichnet, da sie sich schon früh mit recht eigenwilligen Charakteren auseinandergesetzt und nicht vor sozialen Problemen Halt gemacht hat. Dieser Haltung ist man bis zuletzt treu geblieben.
Ab Beginn der Serie spielte die „Victoria Lord“ eine tragende Rolle. Seit 1971 wurde „Victoria“ von Erika Slezak dargestellt, die damit von allen Darstellern am längsten bei Liebe, Lüge, Leidenschaft mitgewirkt hat. Slezak wurde für ihre Rolle außerdem sechsmal mit einem Daytime Emmy Award ausgezeichnet.
Frühere Schauspieler der Serie, die danach ihren Durchbruch hatten, waren u. a. Tom Berenger, Yasmine Bleeth, Jonathan Brandis, Laurence Fishburne, Richard Grieco, Tommy Lee Jones, Judith Light, Ryan Phillippe, Blair Underwood, Casper Van Dien und Kellie Waymire.
Auch gab es in der Serie immer wieder Gastauftritte von bekannten Stars oder Bands, darunter Sammy Davis, Jr., Bill Medley, Mary J. Blige, Nelly Furtado, Timbaland oder Bands wie Simply Red, Lifehouse und OneRepublic.

## Deutsche Ausstrahlungen
In Deutschland wurde die Serie von Januar bis Mai 1989 erstmals auf ProSieben ausgestrahlt, bis sie vorerst wieder verschwand. Einen zweiten Anlauf gab es von März bis August 1990. Danach waren 1992 noch Wiederholungen auf kabel eins zu sehen, bevor die Serie ganz aus dem deutschen Free-TV verschwand. Bei den wenigen Folgen, die ausgestrahlt wurden, handelte es sich um Episoden aus den 80er Jahren.
1996 und dann nochmals von Februar 1997 bis Januar 1998 waren weitere Folgen auf der Pay-TV-Plattform DF1 zu sehen, wo sie auf dem Sender Herz & Co. ausgestrahlt wurde.

## Hintergrund
Die Serie sorgte in den USA für Schlagzeilen, als Schauspielerin Andrea Evans, die das Biest Tina Lord spielte, immer wieder von einem Stalker belästigt wurde. Dieser brach schließlich sogar in die ABC Studios ein, mit dem Plan, Evans umzubringen. Die Schauspielerin selbst sprach erst Jahre später darüber und nannte dies als den wahren Grund, warum sie die Serie nach zwölf Jahren – mit einigen Jahren Unterbrechung – 1990 verließ. Sie zog sich danach zunächst auch vollkommen aus der Öffentlichkeit zurück, bis sie 1999 schließlich wieder eine Hauptrolle in der Daily-Soap Reich und schön annahm. Im Juni 2008 kehrte Andrea Evans, passend zum 40-jährigen Jubiläum der Show, wieder zu Liebe, Lüge, Leidenschaft zurück.
Die Serie hatte einige Crossover mit den beiden anderen erfolgreichen ABC-Soaps All My Children und General Hospital. Damit ist sie Teil eines Serienuniversums von All My Children, General Hospital, General Hospital: Night Shift, Liebe, Lüge, Leidenschaft, Loving – Wege der Liebe, Port Charles und The City.
2002 konnte die Serie zum einzigen Mal den Daytime Emmy Award (Kategorie: Beste Dramaserie) gewinnen.
Anfang 2013 wurde sie von einer Fernsehserie in eine Webserie umgearbeitet; sie sollte so ab dem 29. April 2013 über das The Online Network via Hulu und iTunes abrufbar sein. Wegen eines Rechtsstreits zwischen der Produktionsfirma Prospect Park und ABC wurde die Weiterproduktion der Serie ausgesetzt. Im Dezember 2016 wurde der Rechtsstreit abgewiesen, und die Rechte an der Serie fielen an ABC zurück.